# La Poste
La Poste S.A. er en fransk postvirksomhed. Virksomheden driver post, logistik, bank, forsikring og mobiltelefoni. La Poste blev etableret i 1991, da PTT blev delt. PTT blev etableret i 1879 og blev delt i France Télécom og La Poste. Det statsejede La Poste blev i 2010 et børsnoteret selskab.
Koncernes datterselskaber opfatter La Banque postale, DPDgroup og La Poste Mobile.